# Porta Portuensis
La Porta Portuensis era una delle porte meridionali delle Mura aureliane di Roma. Si apriva nel primissimo tratto di mura sulla riva destra del Tevere, nel punto dove aveva inizio la via Portuense, circa all'incrocio tra questa e l'attuale via E. Bezzi.

## Storia
Costruita inizialmente, come molte altre, a due fornici, nel restauro e ristrutturazione operata dall'imperatore Onorio tra il 401 e il 403 mantenne quest'impostazione, insieme alla Porta Prenestino-Labicana, in contrasto con la tendenza generalizzata a ridurre ad una sola apertura tutte le porte nelle mura, per motivi difensivi. E questa circostanza è una prova dell'importanza che la porta rivestì per diversi secoli, tant'è vero che non subì neanche quel processo di cristianizzazione della nomenclatura delle porte, che invece ne coinvolse molte altre (al massimo, nel XVI secolo, fu chiamata "Porta del Porto"), a conferma dell'immutato rilevante ruolo a cui era adibita. E del resto, insieme a Porta Ostiense che collegava Roma con Ostia, la Portuensis aveva come destinazione il porto di Claudio (poi sostituito dal porto di Traiano), lungo la strada che seguiva il corso del fiume fin nei pressi dell'attuale aeroporto "Leonardo da Vinci" di Fiumicino.
L'intervento onoriano si limitò a rialzare l'intera porta, le torri e l'architrave sopra i due fornici, su cui venne apposta la solita lapide commemorativa che, secondo una testimonianza della metà del XV secolo, era probabilmente simile, se non uguale, a quella ritrovata anche su Porta Tiburtina e Porta Maggiore, il cui interesse storico derivava dal fatto di contenere un riferimento al nome di Stilicone, il generale romano giustiziato nel 408 perché accusato di tradimento e connivenza con il visigoto Alarico I. Il suo nome subì una damnatio memoriae e venne abraso da tutte le iscrizioni e cancellato da tutte le fonti ufficiali. Si trattò però di una damnatio parziale, perché, mentre sull'iscrizione della Porta Tiburtina il nome di Stilicone risulta essere stato eliminato, non altrettanto è accaduto su quella, identica, di Porta Maggiore. Non ci sono invece notizie sull'iscrizione della Portuensis.
Nel 455 i Vandali di Genserico entrarono da questa porta e diedero inizio al cosiddetto Sacco di Roma, per quattordici giorni.
Dopo averne chiuso per un certo tempo il fornice occidentale, la porta fu distrutta da papa Urbano VIII in occasione dell'abbattimento di tutto il tratto di mura aureliane che salivano sul Gianicolo (quindi, di fatto, tutto il tratto sulla sponda destra del Tevere, il cui tracciato originario è pertanto alquanto dubbio) e a metà del XVII secolo venne sostituita, 453 metri più a nord, dalla nuova Porta Portese, fatta aprire da papa Innocenzo X. Del resto, il porto costruito dall'imperatore Claudio già dal medioevo era decaduto (e con esso la città di Porto, anche a causa delle scorrerie dei pirati e dei saraceni su tutte le coste del Mediterraneo) e ormai non poteva più competere con quello fluviale, il Porto di Ripa Grande.
Già dal V secolo e almeno fino al XV, è attestato come prassi normale l'istituto della concessione in appalto o della vendita a privati delle porte cittadine e della riscossione del pedaggio per il relativo transito. In un documento del 1467 è riportato un bando che specifica le modalità di vendita all'asta delle porte cittadine per un periodo di un anno. Da un documento del 1474 apprendiamo che il prezzo d'appalto per la porta Portuensis era pari a fiorini 92, boll. 47, soll. 9, den. 7 per sextaria ("rata semestrale"); si trattava di un prezzo molto alto (secondo solo a quello di Porta Maggiore), e molto intenso doveva quindi essere anche il traffico cittadino per quel passaggio, per poter assicurare un congruo guadagno al compratore. Guadagno che era regolamentato da precise tabelle che riguardavano la tariffa di ogni tipo di merce, ma che era abbondantemente arrotondato da abusi di vario genere, a giudicare dalla quantità di gride, editti e minacce che venivano emessi.